# Nechita Zugravu

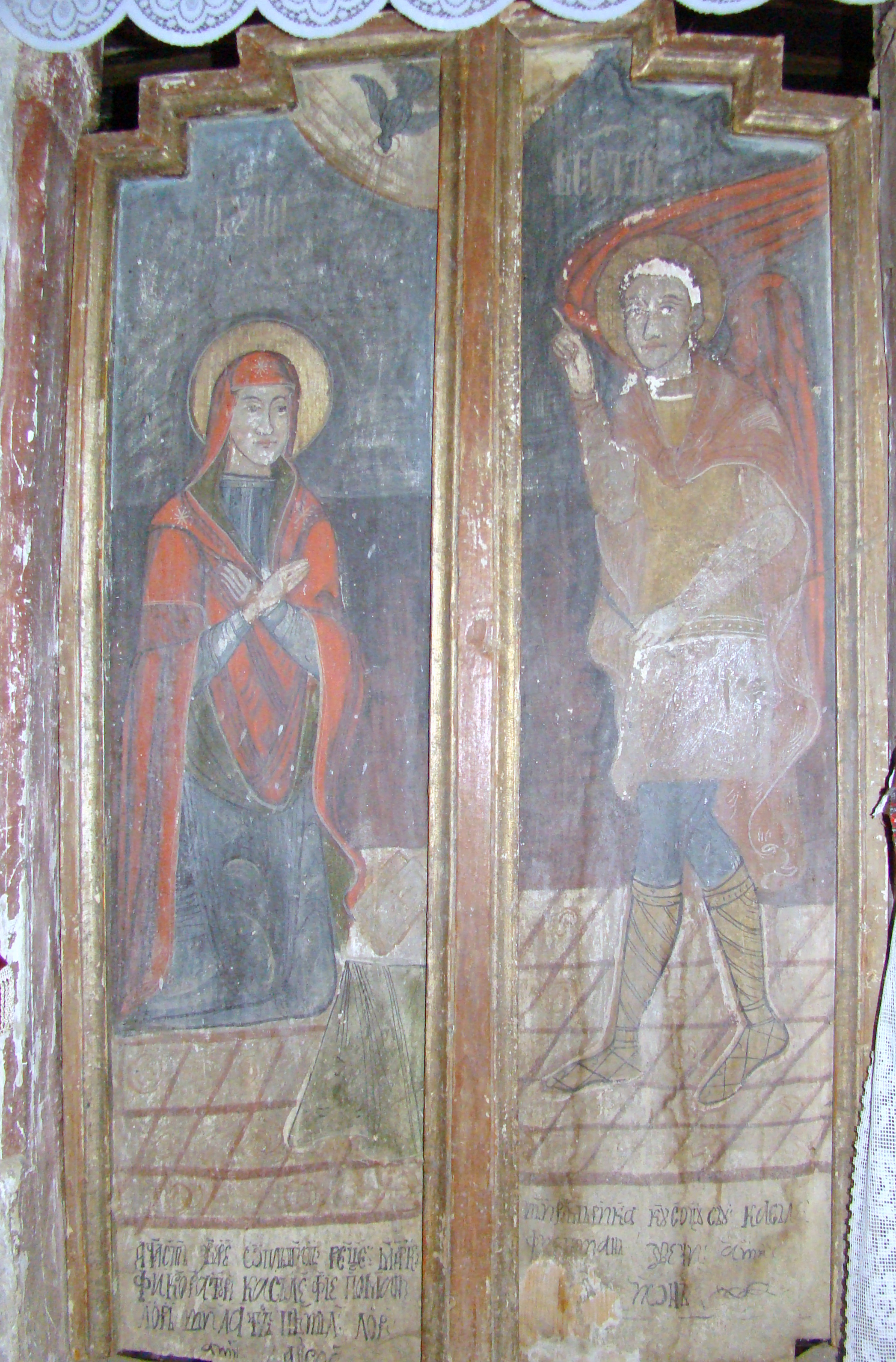
Uşile împărăteşti ale bisericii de lemn din Berind pictate de Nechita Zugravu în anul 1755

Nechita Zugravu a fost un pictor de icoane și de tablouri murale în biserici, foarte renumit în zonele de la poalele Munților Apuseni și dealurilor Dejului și Clujului. Prestigiul său de iconar a făcut ca creațiile sale să ajungă și în zone mai îndepărtate, cum ar fi Câmpia Transilvaniei sau cursul Someșului mijlociu.

## Opera
A fost deosebit de prolific timp de trei decenii de la jumătatea secolului al XVIII-lea, cam între 1740 și 1770. Una dintre primele sale realizări este o icoană Deisis, aparținând bisericii de lemn „Învierea Domnului” din Cubleșu, județul Sălaj, datată 1740. Doi ani mai târziu, a realizat pictura iconostasului bisericii de lemn din Dretea; pictura i-a fost atribuită prin comparații și analogii stilistice cu alte opere ale artistului. Se remarcă, prin compoziție și personajele numeroase, îndeosebi scena Răstignirii lui Iisus, realizată pe pânză maruflată. La Dretea s-a păstrat, scrisă de mâna lui, o importantă inscripție de donator: „Acestu frontaru svuntu lau răscumpearat Nistor Gheorghie cu feciori lui, cu Gherman și cu Nistor și cu Gevrilă și cu gasda alu Maria Petrui, pomănirea aloru, pomane în viaci, pomane loru, anul de la H[ri]stosu 1742".

Picturile murale din Biserica de lemn din Dretea
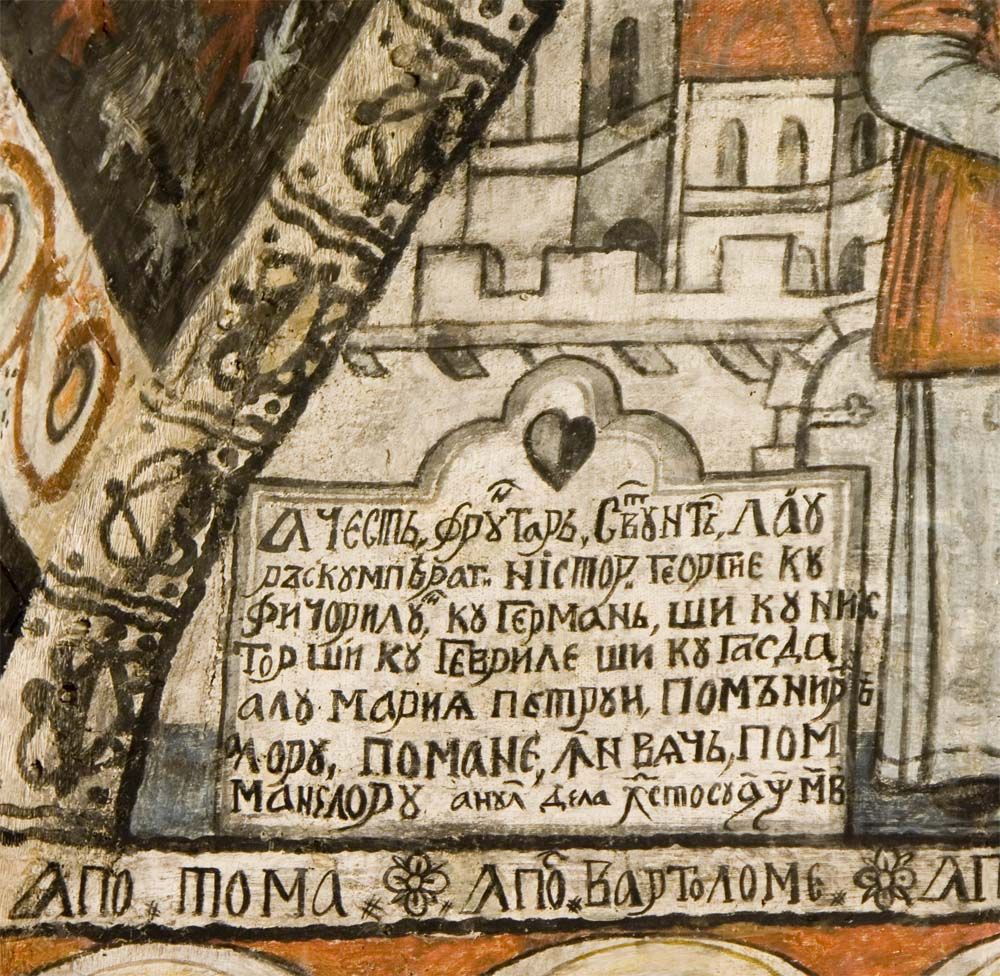
Pisania de la 1742
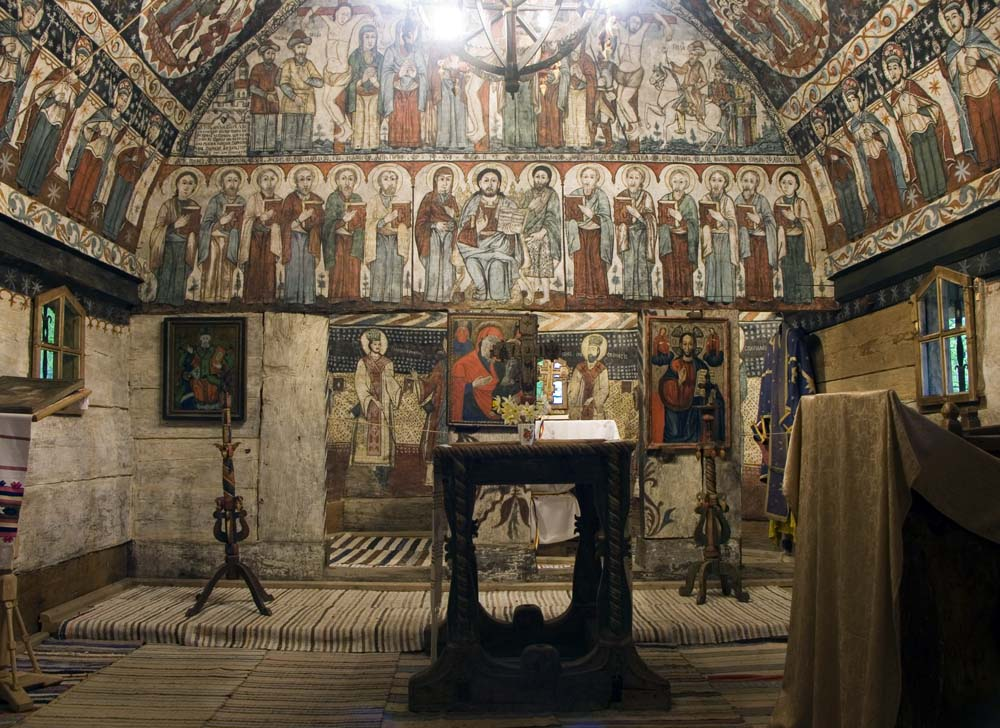
Iconostasul

Tot din deceniul 5 al secolului XVIII poate fi datată și pictura iconostasului bisericii de lemn din satul Beznea (fost Delureni). În 1745 picta două icoane împărătești pentru biserica de lemn din Sânmihaiu Almașului: Iisus Pantocrator și Sfinții Arhangheli (icoana de hram). Cercetătorul Marius Porumb, care a studiat îndeaproape opera  acestui pictor, îi atribuie și alte icoane pictate pentru biserici din aceeași zonă: Cutiș (1749), Dragu (1750), Tămașa (1751), toate în județul Sălaj, iar în 1753 picta la biserica de lemn din Sânpaul, județul Cluj, unde a realizat ușile împărătești, dar și trei icoane, aflate acum în colecția Arhiepiscopiei Vadului, Feleacului și Clujului. În anul 1755, picta la biserica de lemn din Berind de asemenea ușile împărătești, care păstrează și o inscripție de donator. Realizează icoane pentru numeroase alte biserici cum sunt cele din Văleni (mutată la Aghireșu), Finișel, Arghișu, Mănășturu Românesc, Buza, toate în județul Cluj.

Icoanele de la Biserica de lemn din Dâncu
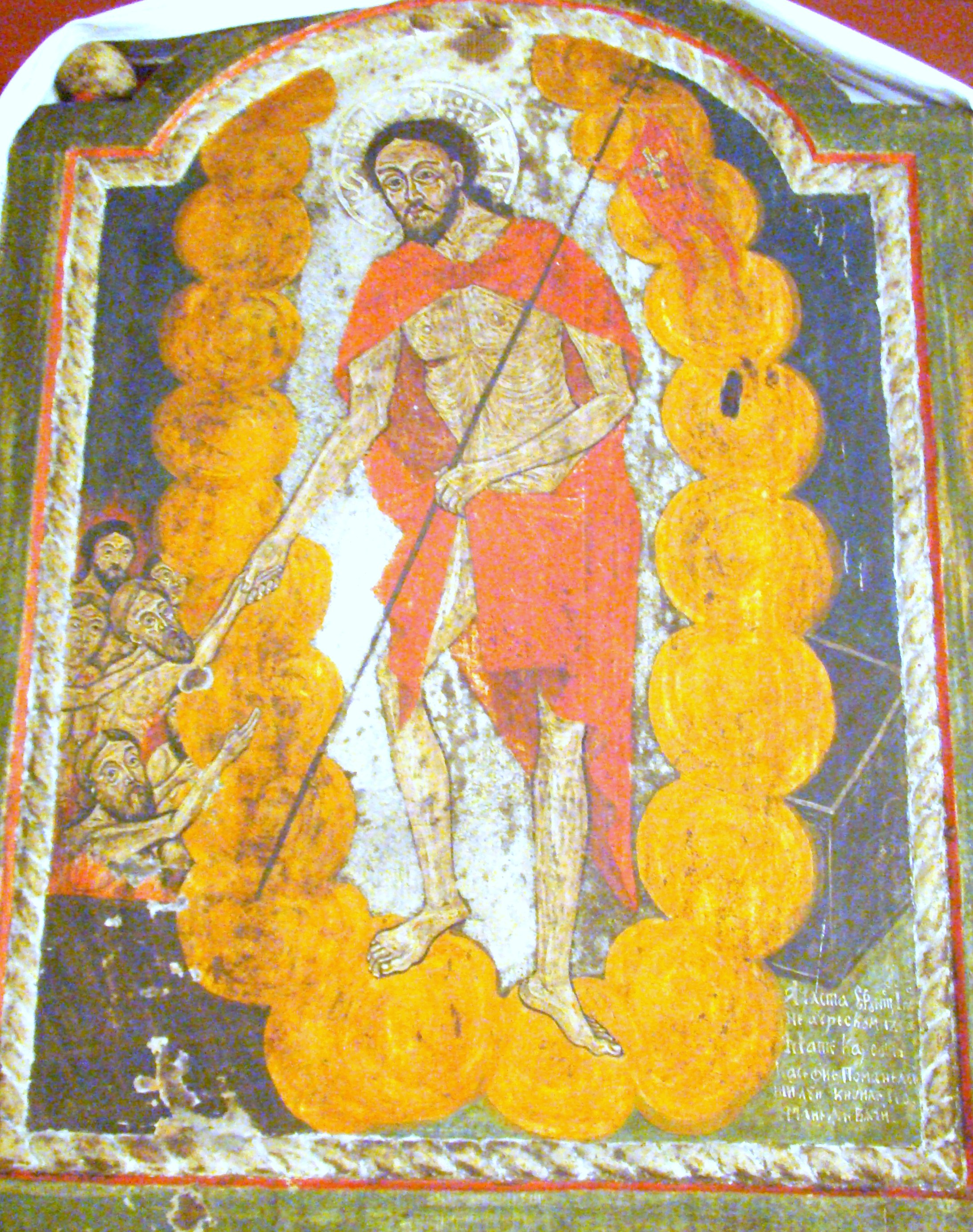
Învierea Domnului
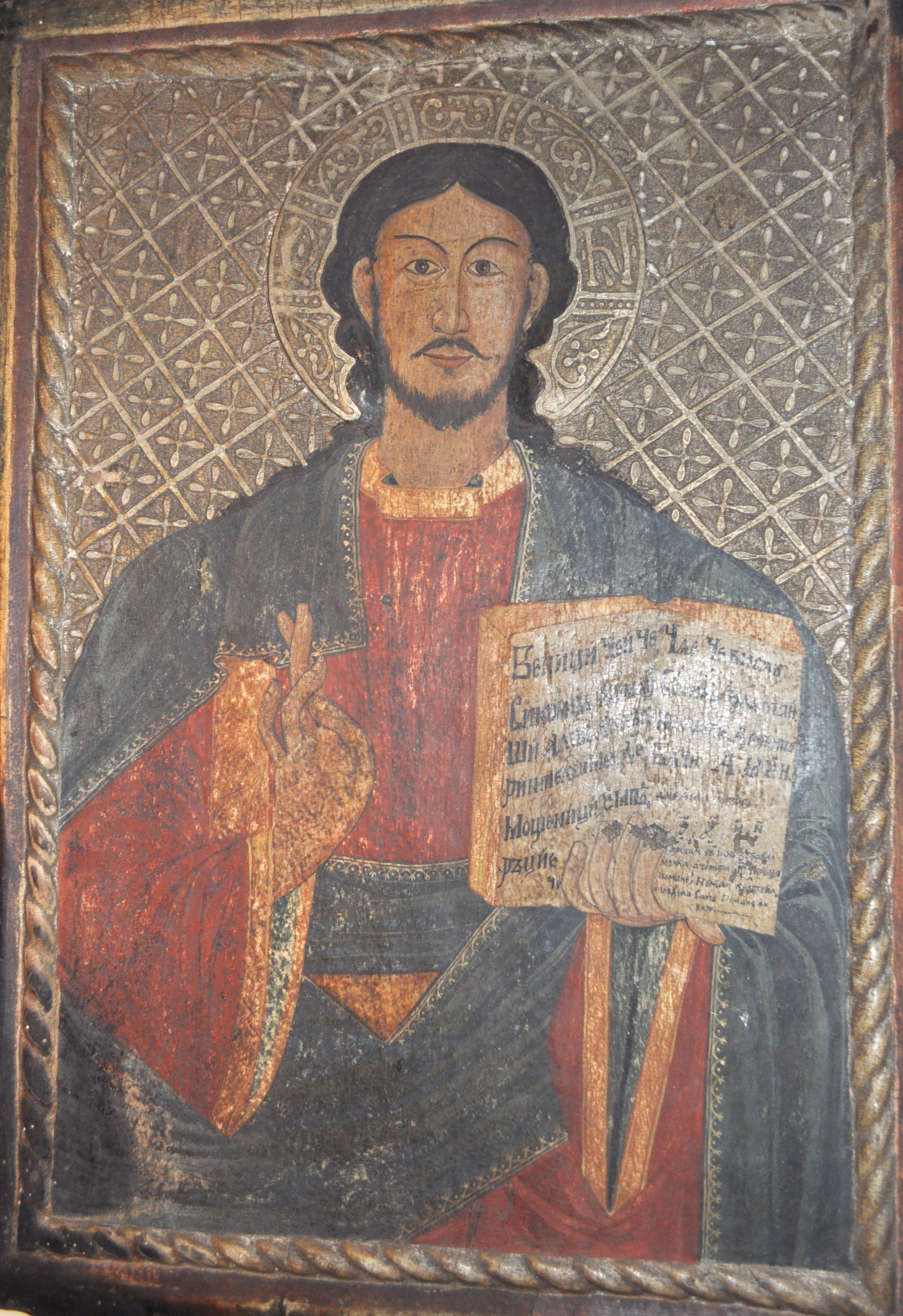
Iisus Pantocrator
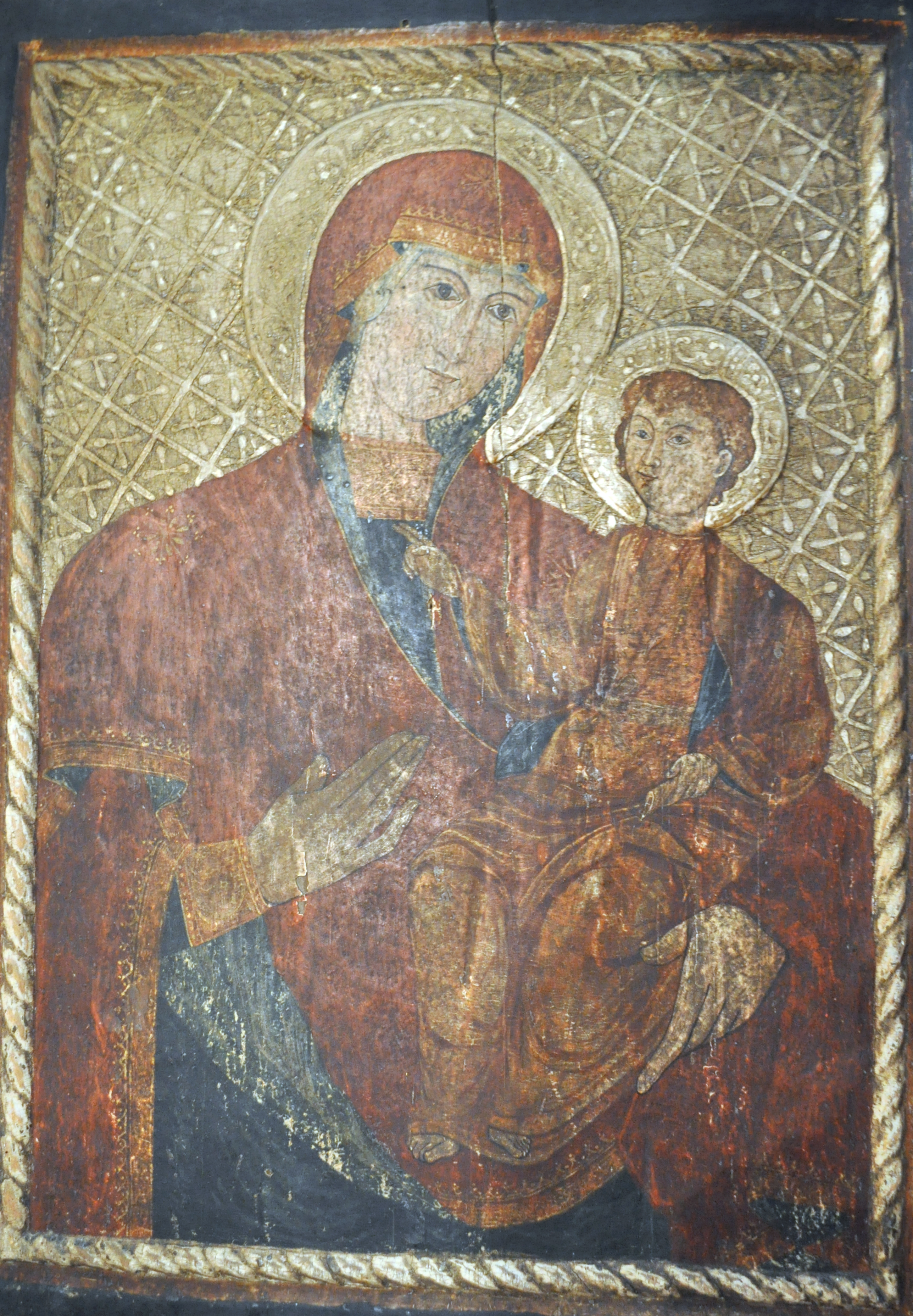
Maica Domnului cu Pruncul
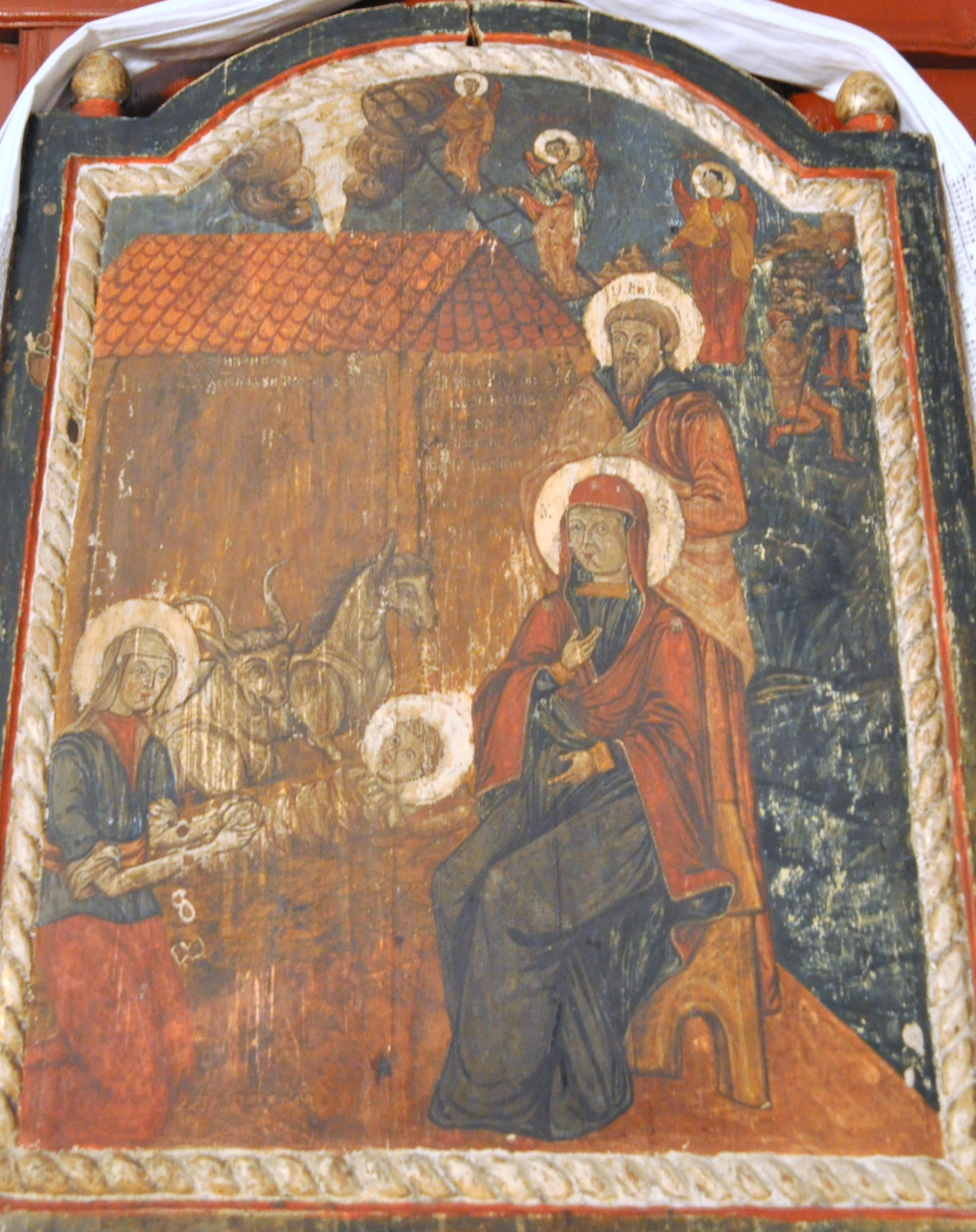
Nașterea Domnului
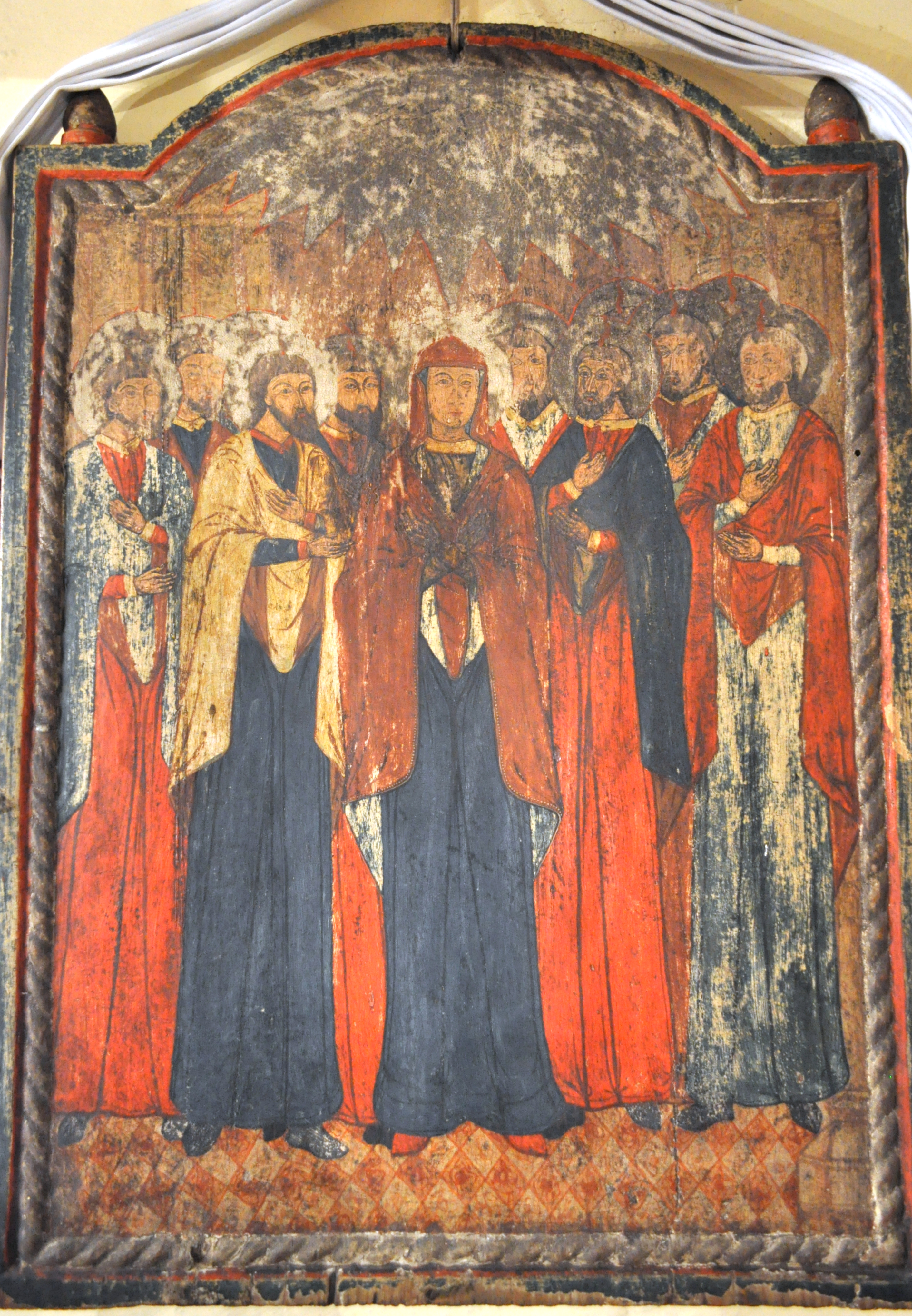
Soborul Maicii Domnului

Cele mai numeroase icoane s-au păstrat însă în parohia Dâncu, numai puțin de șase icoane ce au aparținut bisericii de lemn dispărute, înlocuită de cea adusă în anul 1862 din satul Sebeș (în prezent  Valea Drăganului): Înălțarea lui Iisus (1752), Învierea Domnului (1753), Nașterea Domnului (1754), Arhanghelul Mihail, Sfânta Marina și Maria cu Pruncul (1767). A lucrat o perioadă și la Feleacu, lângă Cluj, unde a avut și un ucenic, Nistor Zugravu din Feleac, ajuns și el un pictor de icoane renumit.
Istoricul de artă Marius Porumb remarcă următoarele particularități ale creațiilor lui Nechita Zugravu: „remarcabil este desenul mâinilor, cu degete lungi și fragile. Drapajul este tratat cu larghețe, trădând un oarecare simț pentru redarea volumelor. Textele de pe cărți și de pe volumenele desfășurate, ori inscripțiile de donație, sunt caligrafiate cu grijă”.

Alte icoane pictate de Nechita Zugravu
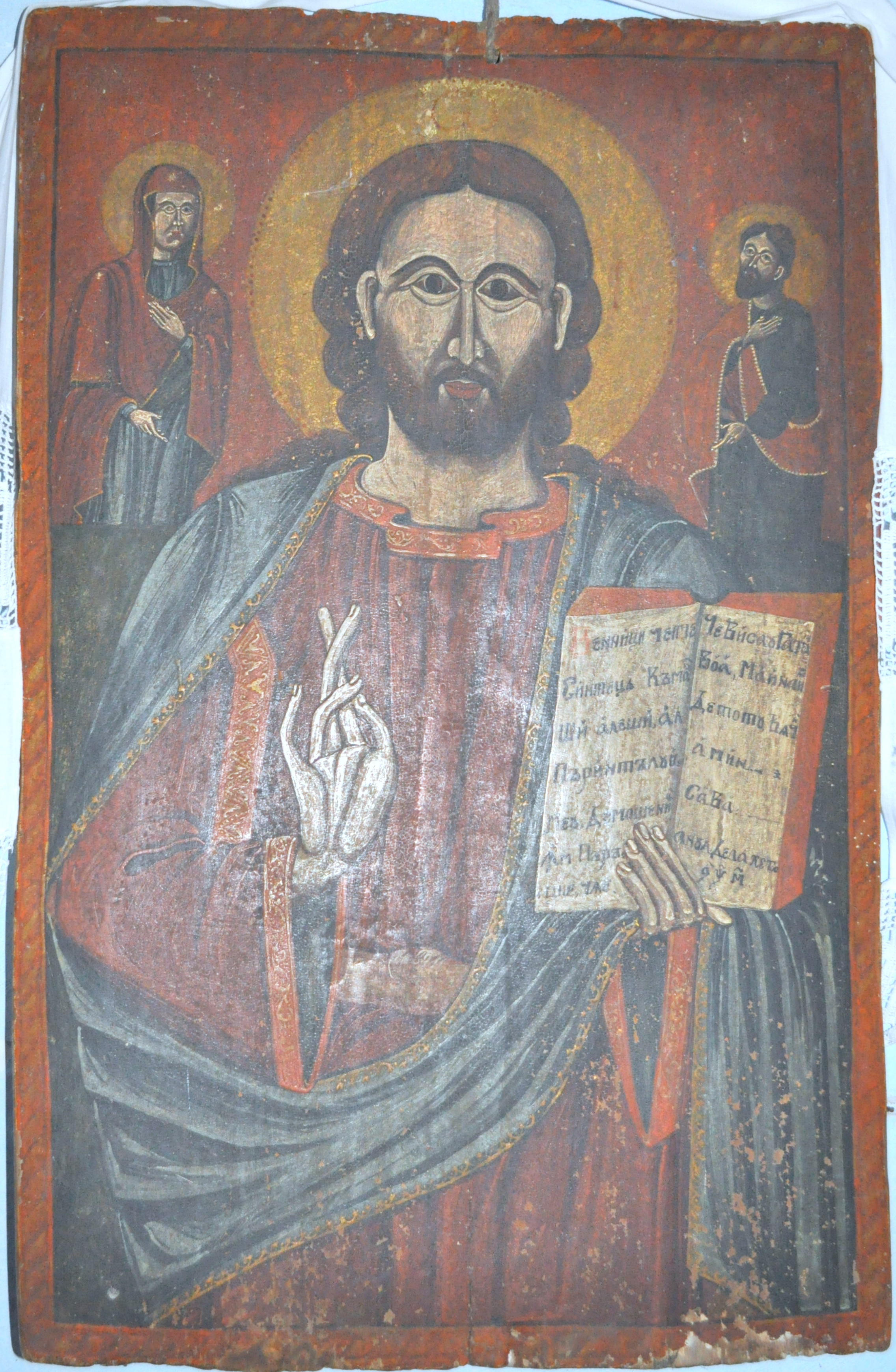
Deisis (Biserica de lemn din Cubleşu)
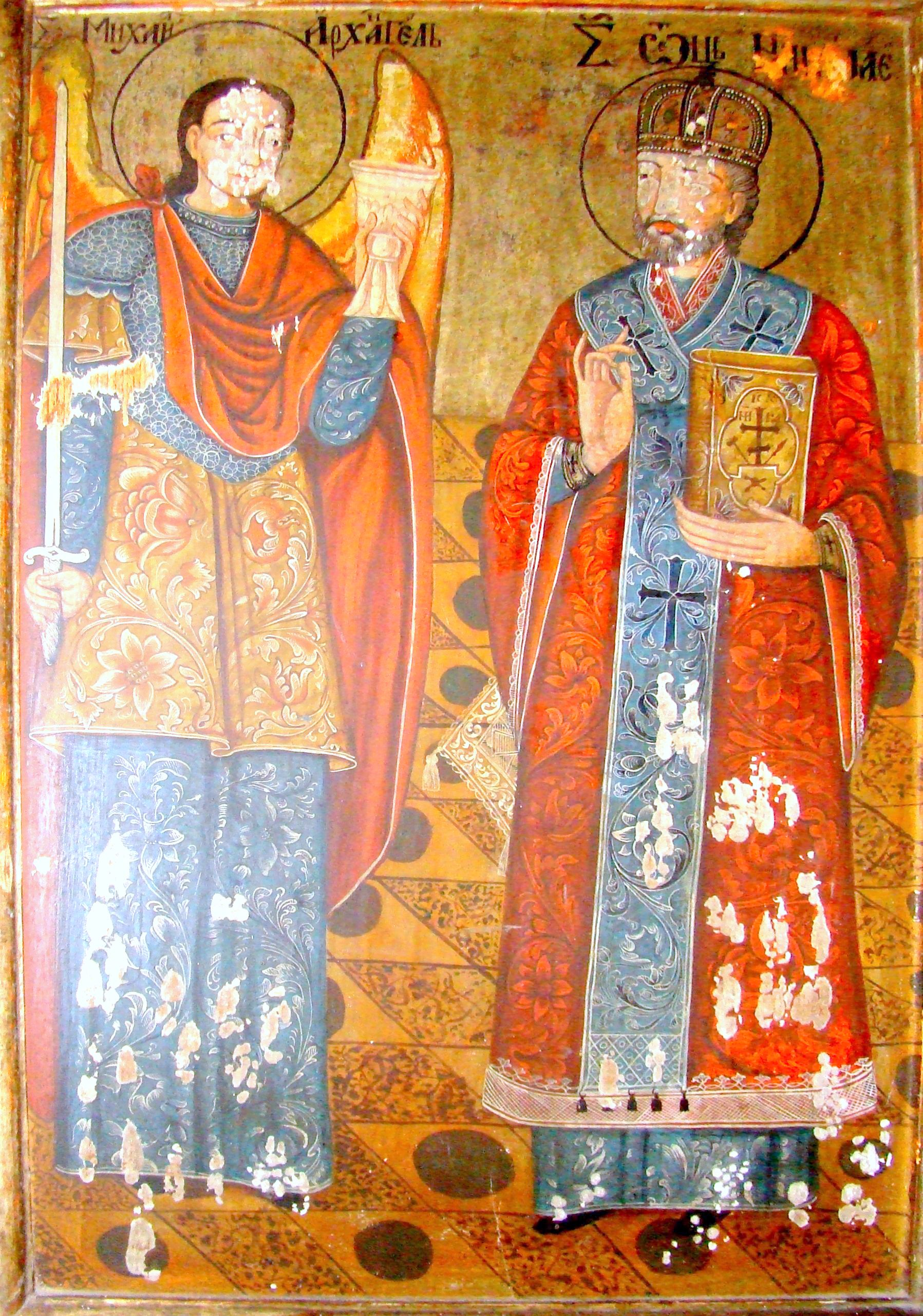
Arhanghelul Mihail și Sfântul Nicolae (Biserica de lemn din Văleni (Călăţele), Cluj)
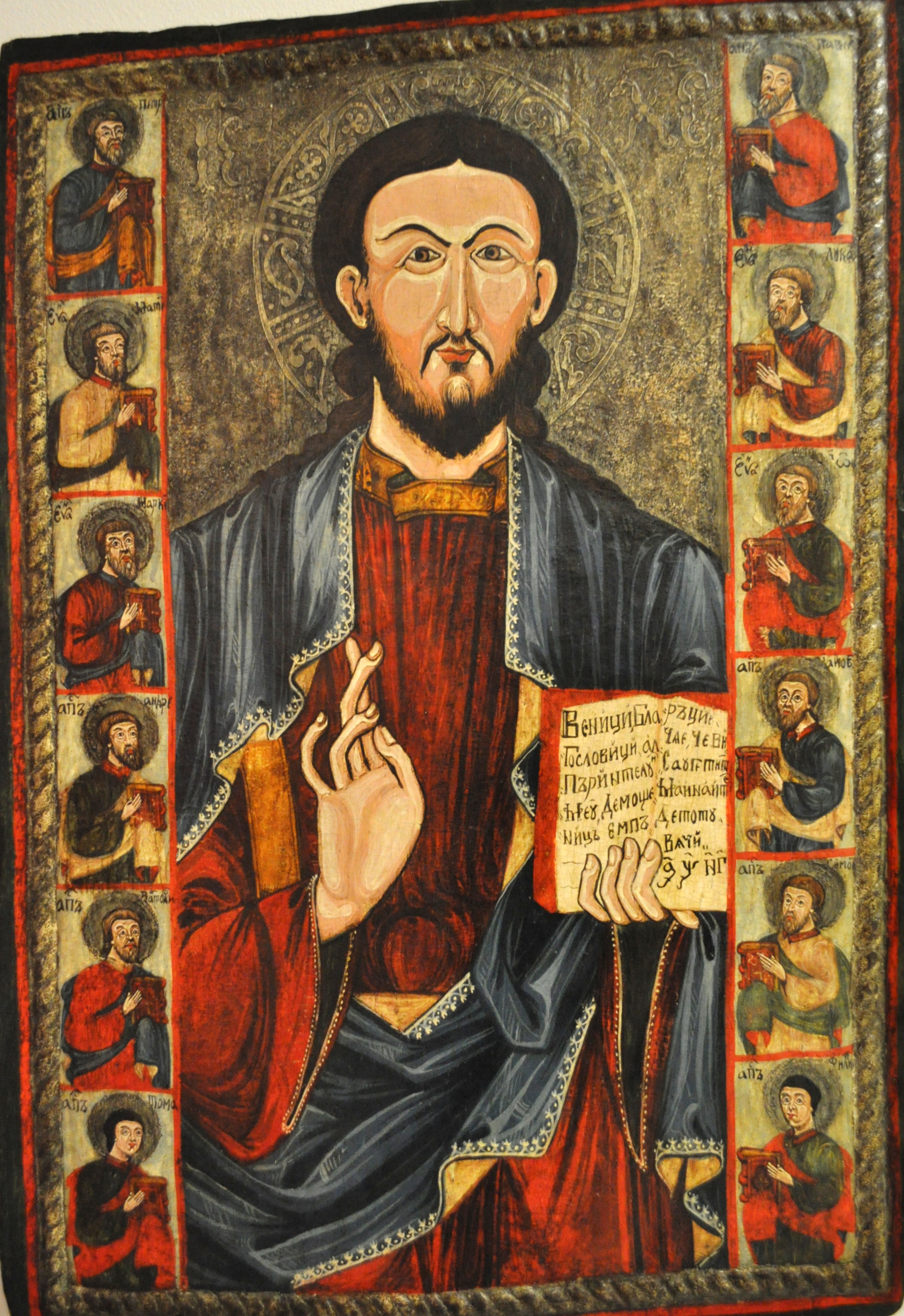
Iisus Pantocrator (Biserica de lemn din Sânpaul)
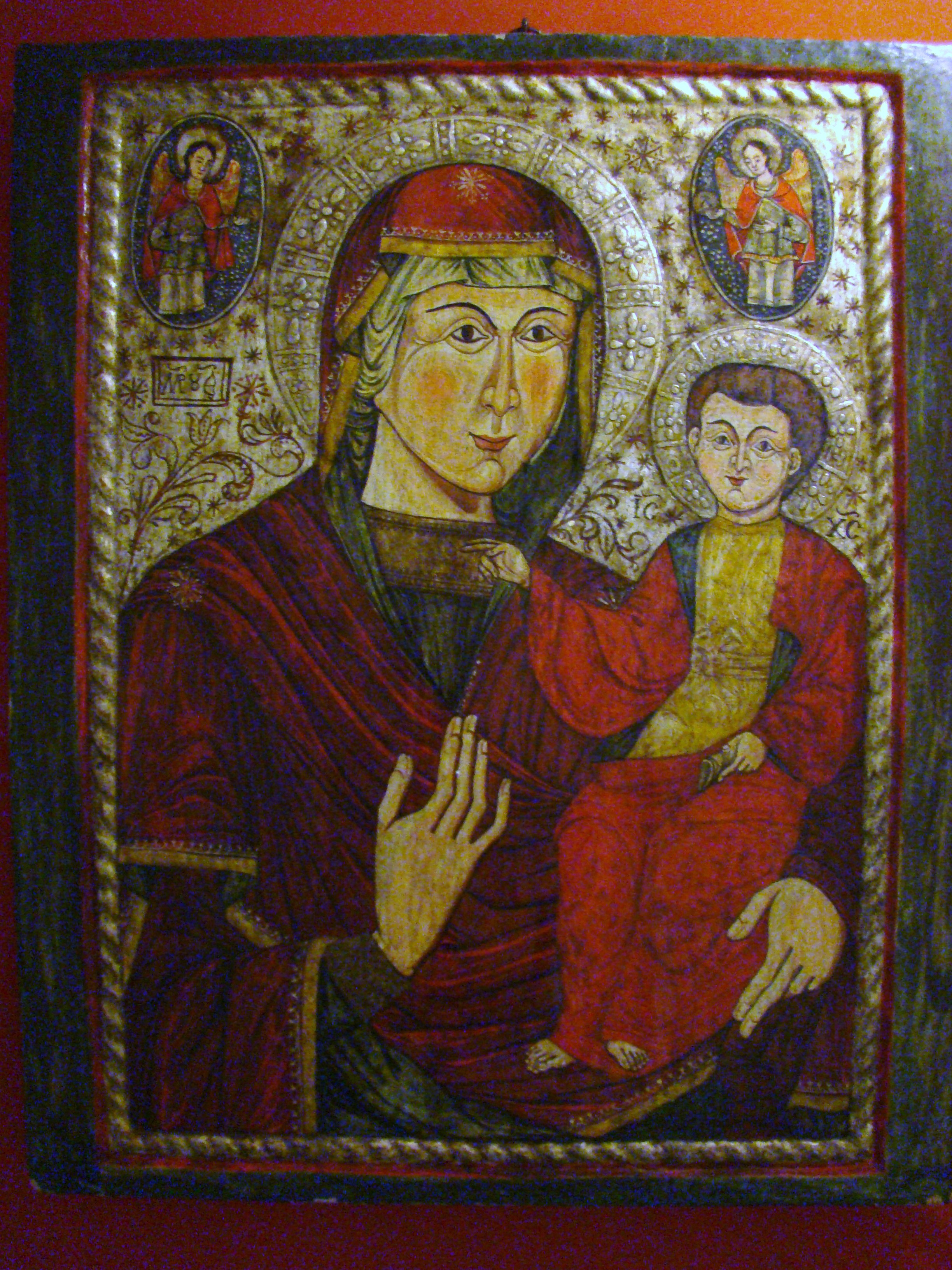
Maica Domnului cu Pruncul (colecţia Arhiepiscopiei Clujului)
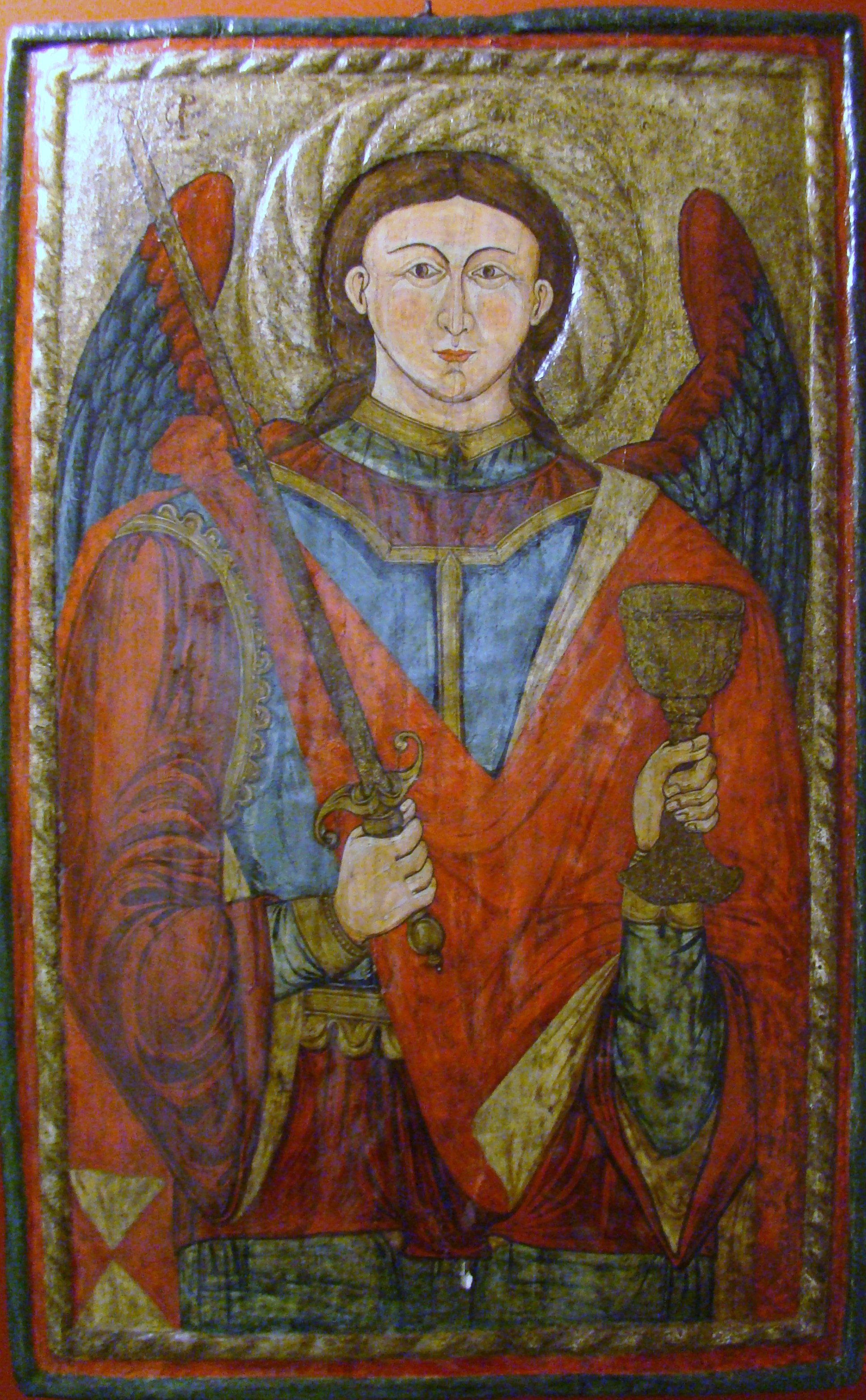
Arhanghelul Mihail (colecţia Arhiepiscopiei Clujului)